# Kirchenmitgliedschaftsuntersuchung
Die Kirchenmitgliedschaftsuntersuchung (KMU) ist ein religionssoziologisches Langzeit-Forschungsprogramm der Evangelischen Kirche in Deutschland (EKD). Seit 2022 nimmt auch die römisch-katholische Kirche in Deutschland an der KMU teil. 
Die KMU ist eine Längsschnittstudie. 1972, 1982, 1992, 2002, 2012 und 2022 fanden repräsentative Befragungen statt, mit denen Einstellungen und Praktiken im Bereich Religion und Kirche in Deutschland untersucht wurden und werden. Bis zur Wiedervereinigung (1990) wurden nur Westdeutsche befragt.

## Bedeutung und Ziel
Mit über 5000 Befragten, die repräsentativ aus der Gesamtbevölkerung Deutschlands ab dem 14. Lebensjahr ausgewählt wurden, sowie etwa 500 Einzelfragen (6. Erhebungswelle im Jahr 2022) ist die Kirchenmitgliedschaftsuntersuchung die umfangreichste, regelmäßig seit vielen Jahrzehnten durchgeführte Bevölkerungsumfrage zum Themenkreis Religion in Deutschland. Sie wird vom Sozialwissenschaftlichen Institut der EKD in Hannover koordiniert und von einem wissenschaftlichen Beirat ausgewiesener Soziologen und Theologen fachlich verantwortet. Seit 2021 wirken auch Vertreter der Deutschen Bischofskonferenz der katholischen Kirche mit.
Ziel ist es, durch die Erforschung der Einstellungen und Erwartungshaltungen von Kirchenmitgliedern, aber auch von Ausgetretenen und Konfessionslosen, frühzeitig neue Trends in Bezug auf Religion und Kirche zu erkennen, deren Ursachen zu verstehen sowie kirchliche Handlungsoptionen im Umgang mit diesen Trends auszuloten.

## Historie
Die erste Kirchenmitgliedschaftsuntersuchung (KMU) im Jahr 1972 befragte evangelische Kirchenmitgliedern in Westdeutschland. Sie konzentrierte sich auf eine Ursachenanalyse der zu dieser Zeit stattfindenden ersten großen Kirchenaustrittswelle und versuchte zu ermitteln, ob eine sich zukünftig verschärfende Destabilisierung der Volkskirchen zu erwarten sei. Die Leitfrage lautete Wie stabil ist die Kirche?
Die zweite KMU im Jahr 1982 (Titel Was wird aus der Kirche?) befragte westdeutsche evangelische Kirchenmitglieder. Sie legte den Fokus auf Aspekte der religiösen Sozialisation und auf die Frage, inwiefern Kirchenmitglieder ein politisches Engagement der Kirche zu den damaligen gesellschaftlichen Problemen wünschten.
Die dritten KMU 1992 (Titel Fremde Heimat Kirche) befragte auch wurden auch Konfessionslose und in der ehemaligen DDR lebende Menschen. Im Mittelpunkt des Erkenntnisinteresses standen Kirchenferne (Menschen, die zwar noch Kirchenmitglieder waren, sich aber kaum am kirchlichen Leben beteiligten. In einer umfangreichen Begleitstudie wurden auch qualitative Erzählinterviews ausgewertet).
Die vierte KMU (2002, Titel Kirche in der Vielfalt der Lebensbezüge) untersuchte Unterschiede zwischen sozialen Milieus in Bezug auf die Kirchenbindung, erneut ergänzt durch eine qualitative Begleitstudie basierend auf der Analyse von Gruppendiskussionen. 
Die fünfte KMU (2012, Titel Vernetzte Vielfalt – Kirche angesichts von Individualisierung und Säkularisierung) befasste sich vor allem mit dem Rückgang und der Veränderung von Formen der religiösen Praxis innerhalb von Kirchen. Eine Begleitstudie untersuchte Kommunikationsstrukturen in einer modellhaft ausgewählten Kirchengemeinde in Hessen durch eine Netzwerkanalyse.

## Erhebung 2022 (6. KMU)
Die sechste KMU fand im vierten Quartal 2022 statt. 5282 (repräsentativ ausgesuchte) Menschen wurden befragt. 
Erstmals wurden nicht nur Mitglieder der evangelischen Kirche und Konfessionslose befragt, sondern auch Mitglieder der katholischen Kirche und Angehörige anderer Religionsgemeinschaften.
Schwerpunkte der sechsten KMU sind u. a. Vergleiche zwischen Katholiken, Protestanten und Konfessionslosen, die Analyse regionaler Unterschiede der Religiosität, Zusammenhänge zwischen Kirchenbindung und gesellschaftspolitischen Orientierungen sowie die Wahrnehmung und Erwartung an kirchliche Reformprozesse. Bei der Befragung zeichneten sich bei vielen Befragten auffällige Säkularisierungstendenzen ab. Immer mehr Kirchenmitglieder haben eine schwache Bindung zur Kirche und besuchen nur selten Gottesdienste. Religiöse Rituale und kirchliche Feiertage haben an Bedeutung verloren, und viele Mitglieder identifizieren sich eher kulturell als religiös mit der Kirche. 
Die EKD veröffentlichte Ende 2023 online erste Ergebnisse (Titel „Wie hältst du’s mit der Religion?“) und in der Zeitschrift für Pädagogik und Theologie (4/2023) ein Themenheft („Die sechste Kirchenmitgliedschaftsuntersuchung der EKD“) Ab 2024 sollen weitere Ergebnisse publiziert werden.
Es ist diskutiert worden, ob und inwiefern sich die extreme rückläufige Tendenz bei sowohl Kirchenmitgliedern als auch kirchlich-distanzierten Befragten durch zu eng definierte Begriffe im Fragenkatalog relativieren lässt.
27 Prozent der befragten katholischen Kirchenmitglieder und 35 Prozent der evangelischen schlossen einen Kirchenaustritt für sich aus. Zwei Drittel der katholischen Kirchenmitglieder gaben an, sie würden nicht austreten, wenn „sich die Kirche radikal reformiert“. 
95 Prozent aller formal eingetragenen Katholiken und 89 Prozent aller praktizierenden („religiösen“) Katholiken sprachen sich dafür aus, den Zölibat abzuschaffen.

## Veröffentlichungen
- Helmut Hild (Hrsg.): Wie stabil ist die Kirche? Burckhardthaus Verlag, Gelnhausen 1974.
- Joachim Matthes (Hrsg.): Erneuerung der Kirche. Stabilität als Chance? Burckhardthaus Verlag, Gelnhausen 1975.
- Johannes Hanselmann, Helmut Hild, Eduard Lohse (Hrsg.): Was wird aus der Kirche? Ergebnisse der zweiten EKD-Umfrage über Kirchenmitgliedschaft. Gütersloher Verlagshaus, Gütersloh 1985.
- Joachim Matthes (Hrsg.): Kirchenmitgliedschaft im Wandel. Gütersloher Verlagshaus, Gütersloh 1990.
- Klaus Engelhardt, Hermann von Loewenich, Peter Steinacker (Hrsg.): Fremde Heimat Kirche. Die dritte EKD-Erhebung über Kirchenmitgliedschaft. Gütersloher Verlagshaus, Gütersloh 1997.
- Joachim Matthes (Hrsg.): Fremde Heimat Kirche – Erkundungsgänge, Beiträge und Kommentare zur dritten EKD-Untersuchung über Kirchenmitgliedschaft. Gütersloher Verlagshaus, Gütersloh 2000.
- Wolfgang Huber, Johannes Friedrich, Peter Steinacker (Hrsg.): Kirche in der Vielfalt der Lebensbezüge. Die vierte EKD-Erhebung über Kirchenmitgliedschaft. Gütersloher Verlagshaus, Gütersloh 2006.
- Jan Hermelink, Ingrid Lukatis, Monika Wohlrab-Sahr (Hrsg.): Kirche in der Vielfalt der Lebensbezüge. Die vierte EKD-Erhebung über Kirchenmitgliedschaft, Band 2. Gütersloher Verlagshaus, Gütersloh 2006.
- Nikolaus Schneider, Heinrich Bedford-Strohm, Volker Jung (Hrsg.): Engagement und Indifferenz. Kirchenmitgliedschaft als soziale Praxis. Die V. EKD-Erhebung über Kirchenmitgliedschaft. EKD, Hannover 2014.
- Heinrich Bedford-Strohm, Volker Jung (Hrsg.): Vernetzte Vielfalt. Kirche angesichts von Individualisierung und Säkularisierung. Die fünfte EKD-Erhebung über Kirchenmitgliedschaft. Kirche in der Vielfalt der Lebensbezüge. Die vierte EKD-Erhebung über Kirchenmitgliedschaft. Gütersloher Verlagshaus, Gütersloh 2015.
- Peter Burkowski, Lars Charbonnier (Hrsg.): Mehr Fragen als Antworten? Die V. Kirchenmitgliedschaftsuntersuchung und ihre Folgen für das Leitungshandeln in der Kirche. Evangelische Verlagsanstalt, Leipzig 2015.
- Bernd Schröder, Jan Hermelink, Silke Leonhard (Hrsg.): Jugendliche und Religion. Analysen zur V. Kirchenmitgliedschaftsuntersuchung der EKD. Kohlhammer, Stuttgart 2017.
- Wolfgang Ilg: Notwendige Horizonterweiterungen für die Kirchenmitgliedschaftsuntersuchungen. Möglichkeiten und Grenzen empirischer Annäherungen an gemeindepädagogische Arbeitsfelder am Beispiel der Kirchenmitgliedschaftsuntersuchungen und der Studien zur Konfirmandenarbeit. in: Zeitschrift für Pädagogik und Theologie (ZPT) 69(4), 2017, S. 317–329.
- Felix Roleder, Birgit Weyel: Vernetzte Kirchengemeinde. Analysen zur Netzwerkerhebung der V. Kirchenmitgliedschaftsuntersuchung. Evangelische Verlagsanstalt, Leipzig 2019.
- Gerhard Wegner: Der Kredit der Distanzierten. Seit einem halben Jahrhundert befragt die Evangelische Kirche in Deutschland ihre Mitglieder. In: Zeitzeichen 5/2022, S. 8–11.
- Edgar Wunder: Ausblick auf die VI. Kirchenmitgliedschaftsuntersuchung der EKD im Herbst 2022. In: Georg Lämmlin (Hrsg.): Zukunftsaussichten für die Kirchen. Beiträge zum 90. Geburtstag von Karl-Fritz Daiber. Nomos Verlag, Baden-Baden 2022, S. 275–280.
- Evangelische Kirche in Deutschland: Wie hältst du’s mit der Kirche? Zur Bedeutung der Kirche in der Gesellschaft. Erste Ergebnisse der 6. Kirchenmitgliedschaftsuntersuchung. Leipzig: Evangelische Verlagsanstalt 2023.
- Wolfgang Ilg: Die sechste Kirchenmitgliedschaftsuntersuchung: Zentrale Erkenntnisse und Herausforderungen für Religionspädagogik und Gemeindepädagogik. in: Zeitschrift für Pädagogik und Theologie (ZPT) 75(4), 2023, S. 370–386.

## Weblink
- Kirchenmitgliedschaftsuntersuchung auf ekd.de